# Софроний (Чавдаров)
Митрополит Софроний (в миру Стойко Недялков Чавдаров; 20 марта 1888, село Эникёй, Восточная Фракия — 1 мая 1961, Велико-Тырново) — епископ Болгарской православной церкви, митрополит Тырновский.

## Биография
Родился 20 марта 1888 года в селе Эникёй в Восточной Фракии (ныне Пашаэнидже, Турция). Первоначально обучался в родном село и Дедеагаче. Окончил Болгарское училище Петра Берона в Одрине. В 1905 году принят в Цариградскую духовную семинарию, которую окончил в 1911 году.
18 сентября 1911 году в болгарском храме святого Стефана митрополит Велесским Мелетием (Димитровым) пострижен в монашество с именем Софроний. Служил диаконом при Экзархе Иосифе.
В 1912 году иеродиакон Софроний поступил в Киевскую духовную академию, которую окончил в 1915 году.
С 1 апреля 1916 по 23 сентября 1918 года служил секретарём Велешской митрополии.
С 1 сентября 1919 по 1 сентября 1922 года диаконом и проповедником в Константинополе и одновременно учитель в болгарской гимназии в Пере, Константинополь.
24 апреля 1921 года в болгарском храме Святого Стефана был рукоположен в сан иеромонаха митрополитом Велешским Мелетием.
В 1922 году окончил богословский факультет Черновицкого университета. С 1 сентября 1922 по июнь 1924 года проходил богословскую специализацию в институте Канонического права при Страсбургском университете.
1 октября 1924 года назначен протосинкеллом на Софийской митрополии, в связи с чем 19 октября того же года по решению на Священного Синод митрополитом Софийским Стефаном (Шоковым) был возведён в сан архимандрита.
1 сентября 1929 года архимандрит Софроний был освобождён от должности протосинкелла и назначен начальником на Культурно-просветительского отдела при Священном Синоде и оставался в таковой должности до конца октября 1931 года.
1 ноября 1931 года в кафедральном храме-памятнике Александра Невского хиротонисан во епископа с титулом Знепольский и назначен викарием митрополита Софийского Стефана.
Из-за плохого состояния здоровья митрополита Великотырновского Филиппа (Пенчева) епископ Софроний назначен его викарием с 26 марта 1934 года по 1 июля 1935 года временно управлял Великотырновской епархией.
22 сентября 1935 года избран и 6 октября утверждён митрополитом Великотырновским.
После разгрома на Югославии со стороны Германия летом 1941 года, Болгарский экзархат вернул себе контроль над Вардарской и Эгейской Македонией и в Западной Фракией. В мае 1941 года временное управление Скопско-Велешской епархией было поручено митрополиту Тырновскому Софронию и его викарию, епископу Браницкому Максиму (Пелову).
Предпринимал попытки преодоления греко-болгарской схизмы, начавшейся в 1872 году. Вместе с Неврокопским митрополитом Борисом, был отправлен в Стамбул для переговоров с Константинопольским патриархом Вениамином. Миссия завершилась успешно в 1945 году.
После установления коммунистического режима, продолжал неустрашимо проповедовать и по различным поводам попадает в обострённые отношения с властями.
Скончался 1 мая 1961 года в Великом Тырнове от инфаркта.

## Източници
- Човек без вяра е по-лош от звяра — казвал дядо Софроний за атеистите
- Социалната, благотворителна и добротворна дейност на Българската православна църква 1915—1950 година
- Преиздаден е «Дневникът» на митр. Софроний, описващ вдигането на схизмата през 1945 г.